# Площадь Братский Мост
Площадь Братский Мост (укр. Майдан Братський Міст) — площадь Луцка, образовавшаяся на месте старейшего в городе одноимённого моста через рукав Стыра Глушец, соединяющего остров, на котором возник город, с сушей.
В настоящее время площадь Братский Мост находится на стыке шести улиц: магистральных Ковельской, Богдана Хмельницкого и Даниила Галицкого, проездных Глушец и Братковского, а также ныне пешеходной, а ранее центральной городской улицы Леси Украинки.

## История
Как следует из летописей, в 1149 году остров, на котором размещался «град» Луцк, соединялся с сушей длинной плотиной посреди болота с мостом через рукав Стыра Глушец.
По этой плотине проходила единственная дорога, связующая укрепление с окрестностями.

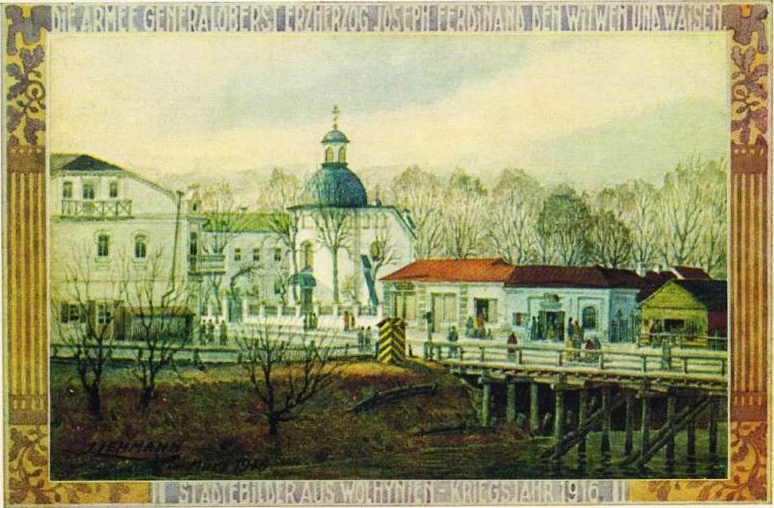
Торговые ряды на площади у Братского моста

После устройства на Глушецком мосту въездных ворот в XV веке, а по его бокам укреплений, перед ним возникла торговая площадь.
Из приходящих сюда по Глушцу комяг (плоскодонных лодок) товар перегружался на подводы.
Выводящий из Старого города Глушецкий мост долгое время был местом прощания с Луцком, с традиционным ритуалом бросания с моста в воду какой-то вещи, для того чтобы позже сюда вернуться.
Во время последующей расчистки русла в этом месте было найдено значительное количество керамических трубок и монет.
В начале XVIII века, когда размещённый рядом монастырь Крестовоздвиженского братства перешёл под опеку монастырского ордена василиан, мост стал называться Василианским, или в польском звучании Базилианским.
В конце XVIII века, когда Волынь вошла в Российскую империю, мост стали называть Братским.

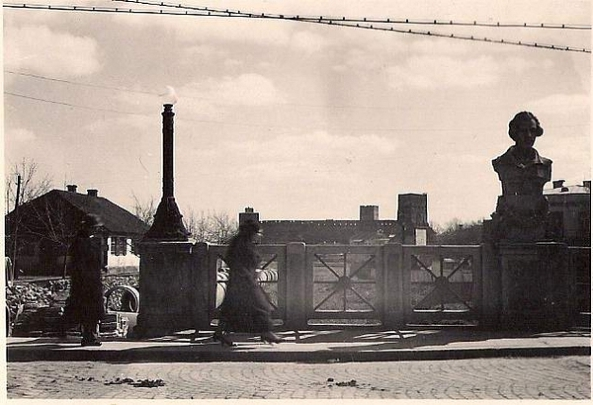
Вид на Луцкий замок с моста Казимира Великого

Как писал польский писатель Юзеф Крашевский, с моста открывался самый лучший вид на Луцкий замок.
Однако постепенно в XIX веке прилагающая к мосту площадь была плотно застроена и на её месте осталась лишь небольшая улочка Братский Мост.
В 1920 году часть улицы Братский Мост присоединили к Рыночной площади Старого города с названием Базилианская.
В 1924 году на месте деревянного моста через Глушец был построен железобетонный, названный в честь польского короля Казимира Великого.
Лучане же традиционно называли его Братским, Базилианским или Глушецким.
Через некоторое время по краям моста установили бюсты четырёх выдающихся польских деятелей: поэта и драматурга Юлиуша Словацкого, учёного и просветителя Тадеуша Чацкого, писателя и художника Юзефа Игнация Крашевского и писателя, лауреата Нобелевской премии по литературе 1905 года Генриха Сенкевича.
По заказу луцкого магистрата эти скульптуры выполнил в Варшаве Аполлинарий Гловинский (пол. Apollinary Głowiński).

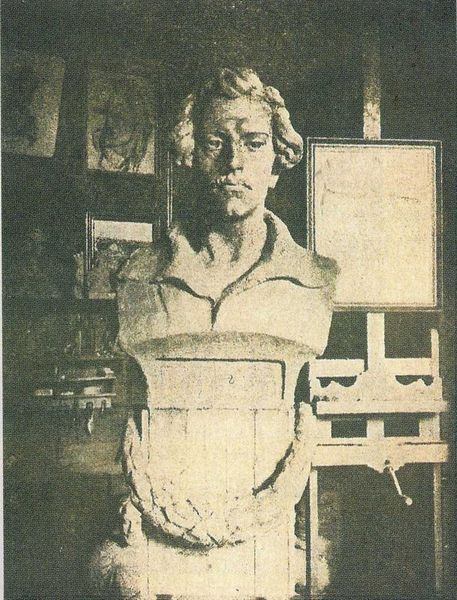
Юлиуш Словацкий
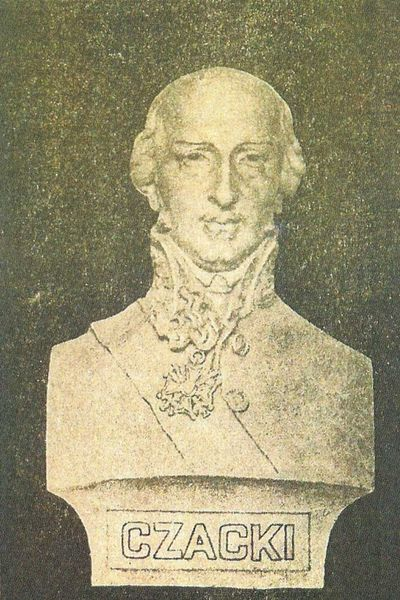
Тадеуш Чацкий
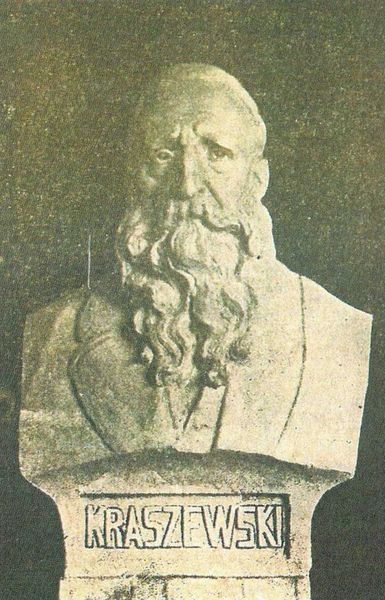
Юзеф Игнаций Крашевский
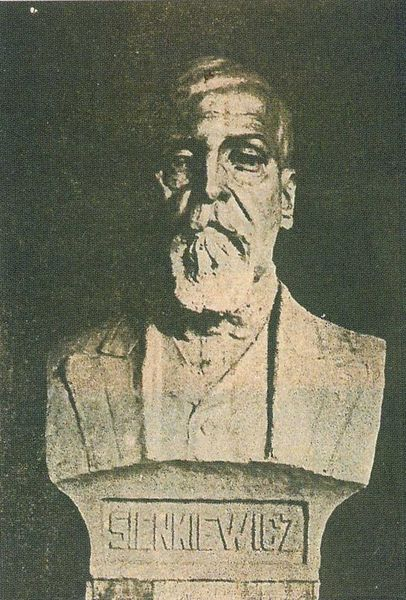
Генрих Сенкевич

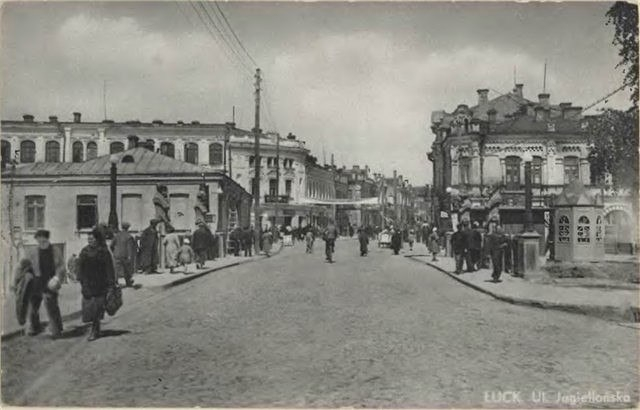
Вид на мост Казимира Великого и улицу Ягеллонского (сейчас Леси Украинки)

В конце 1920-х годов, в связи с проектированием магистрали Восток-Запад, которая должна была пройти по пойме Стыра, значительную часть Глушца осушили, разбив на этой территории сквер.
На северо-западе площади в начале улицы Ягеллонского (сейчас Леси Украинки) в несохранившемся сейчас доме Кронштейнов в первой половине XX века располагался почтамт, перед которым был установлен символический знак, измеряющий расстояние от Луцка до других городов.

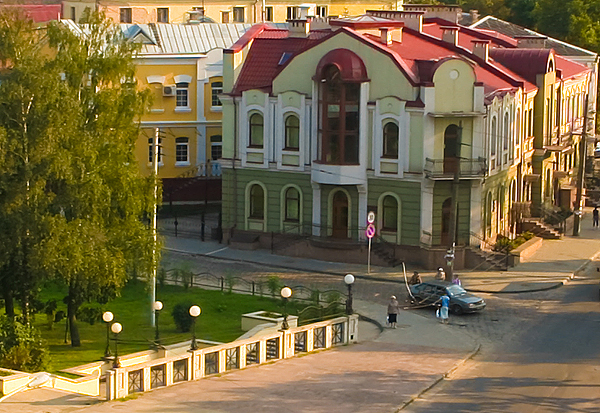
Фрагмент расчищенного исторического Братского моста на одноимённой площади

После взятия Луцка Красной армии в 1939 году Базилианскую площадь переименовали в честь еврейского писателя Шолом-Алейхема.
С начала немецкой оккупации Луцка в 1941 году площади вернули название Братский мост.
Во время реконструкции перекрёстка в 1960-х годах Братский мост разобрали, а украшавшие его скульптуры исчезли.
В центре развилки было устроено объездное кольцо.
В 1965 году площадь переименовали в честь Леси Украинки и установили на ней памятник поэтессе.
Однако через год памятник перенесли в центральный парк, названный в её честь, а площади дали название Воссоединения (укр. Возз’єднання; см. Воссоединение Украины с Россией).
В 1990 году её опять переименовали в площадь Объединения (укр. Злуки; см. Акт объединения УНР и ЗУНР)).
На пороге XXI века площади вернули историческое название Братский Мост и расчистили от асфальта часть исторического моста.

## Достопримечательности
С юга на площадь Братский Мост выходят сооружения комплекса Луцкого братства.
На северо-западе площади в начале улицы Леси Украинки расположен сохранившийся дом Кронштейнов, в котором в прошлые времена размещались различные организации — от дворянского собрания до Луцкого магистрата. Сейчас в нём располагается медицинский колледж.

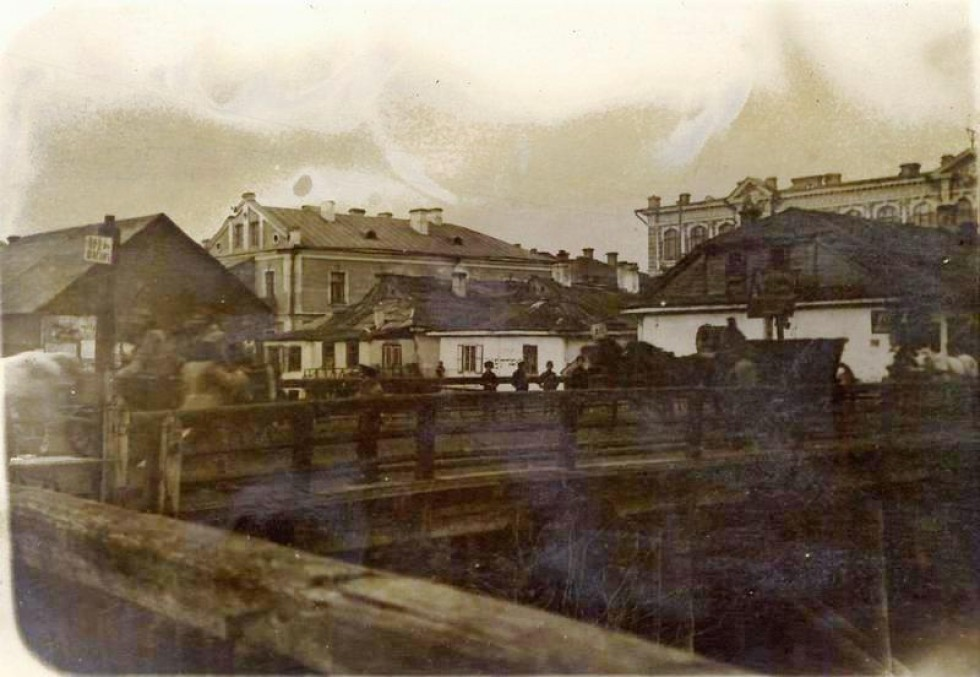
Ещё деревянный Братский мост (другие изображения).
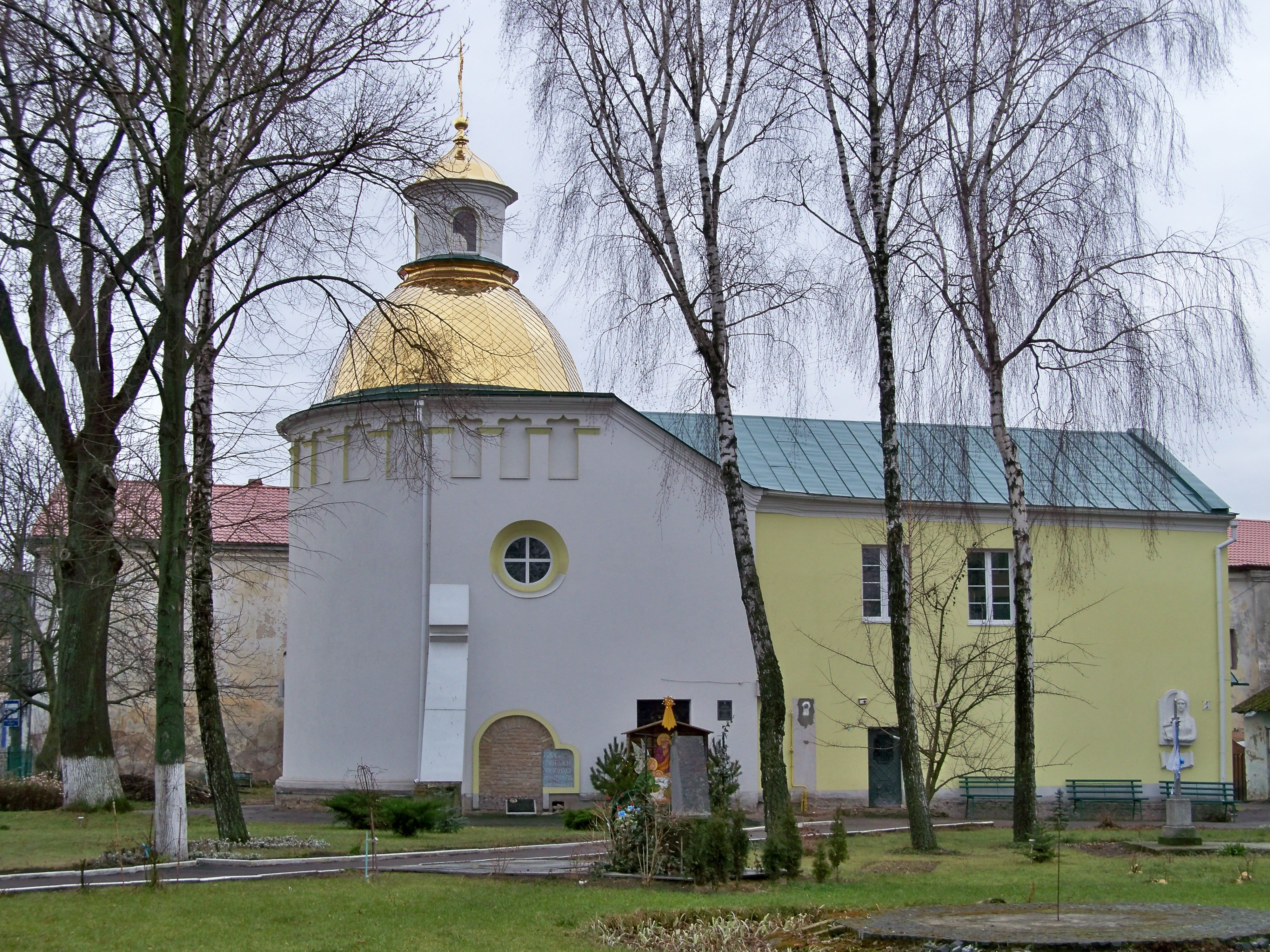
Братская Крестовоздвиженская церковь и монастырь (другие изображения).
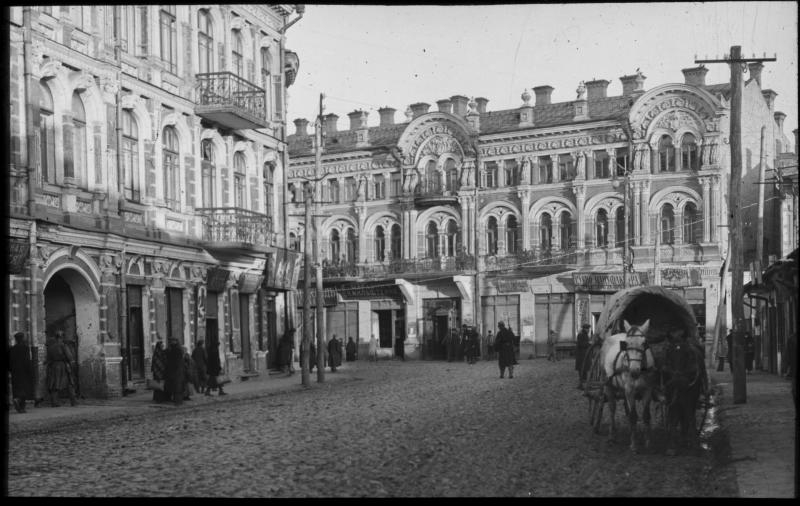
Исторический перекрёсток нынешних улиц Ковельской и Леси Украинки (север площади Братский Мост). Впереди дом Кронштейнов.
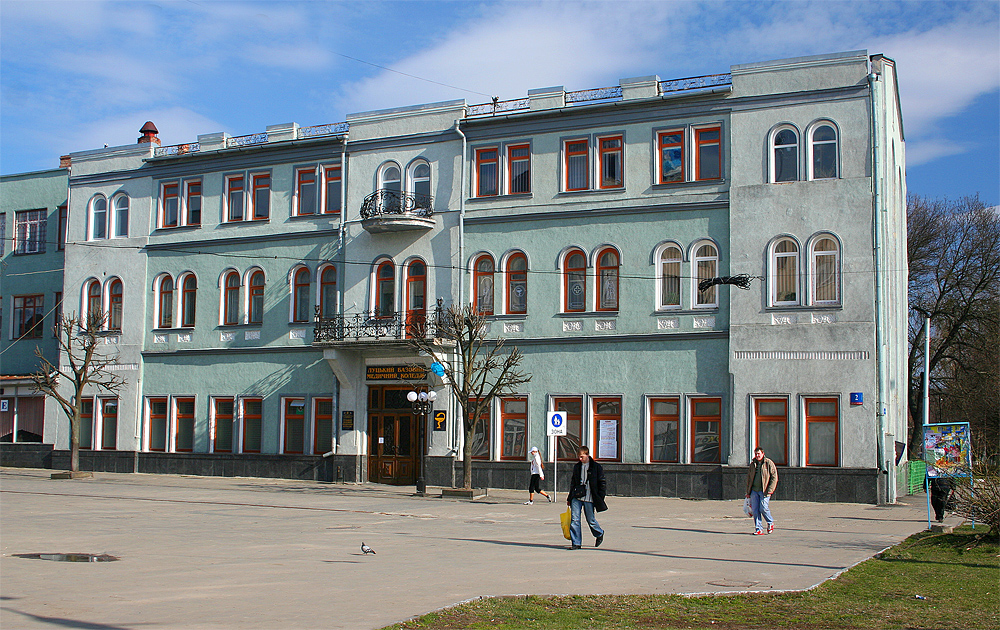
Медицинский колледж на Леси Украинки (дом Кронштейнов) в 2008 году (другие изображения).